# Europamästerskapen i rodel 2022

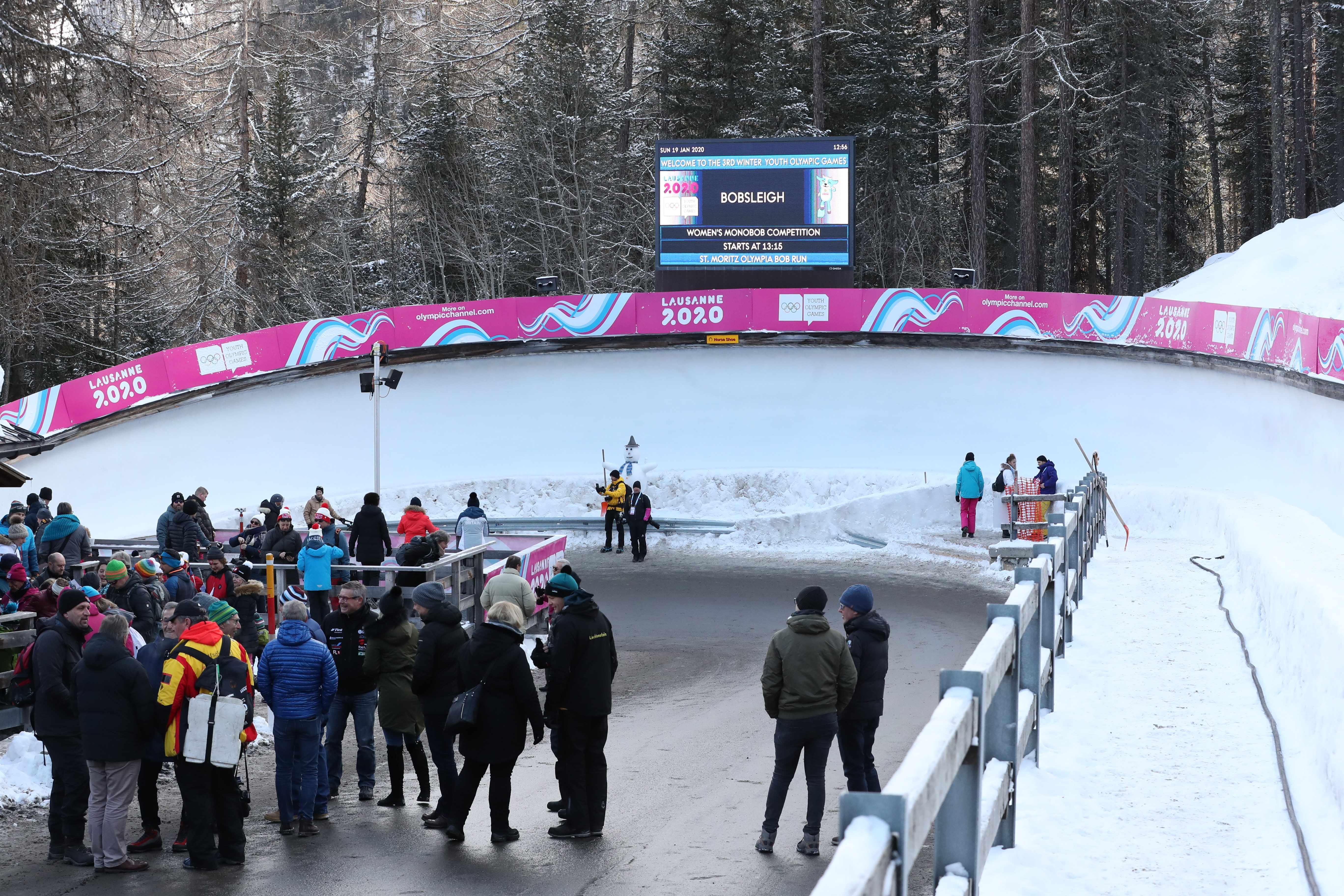
En kurva i banan Olympia Bob Run St. Moritz–Celerina.

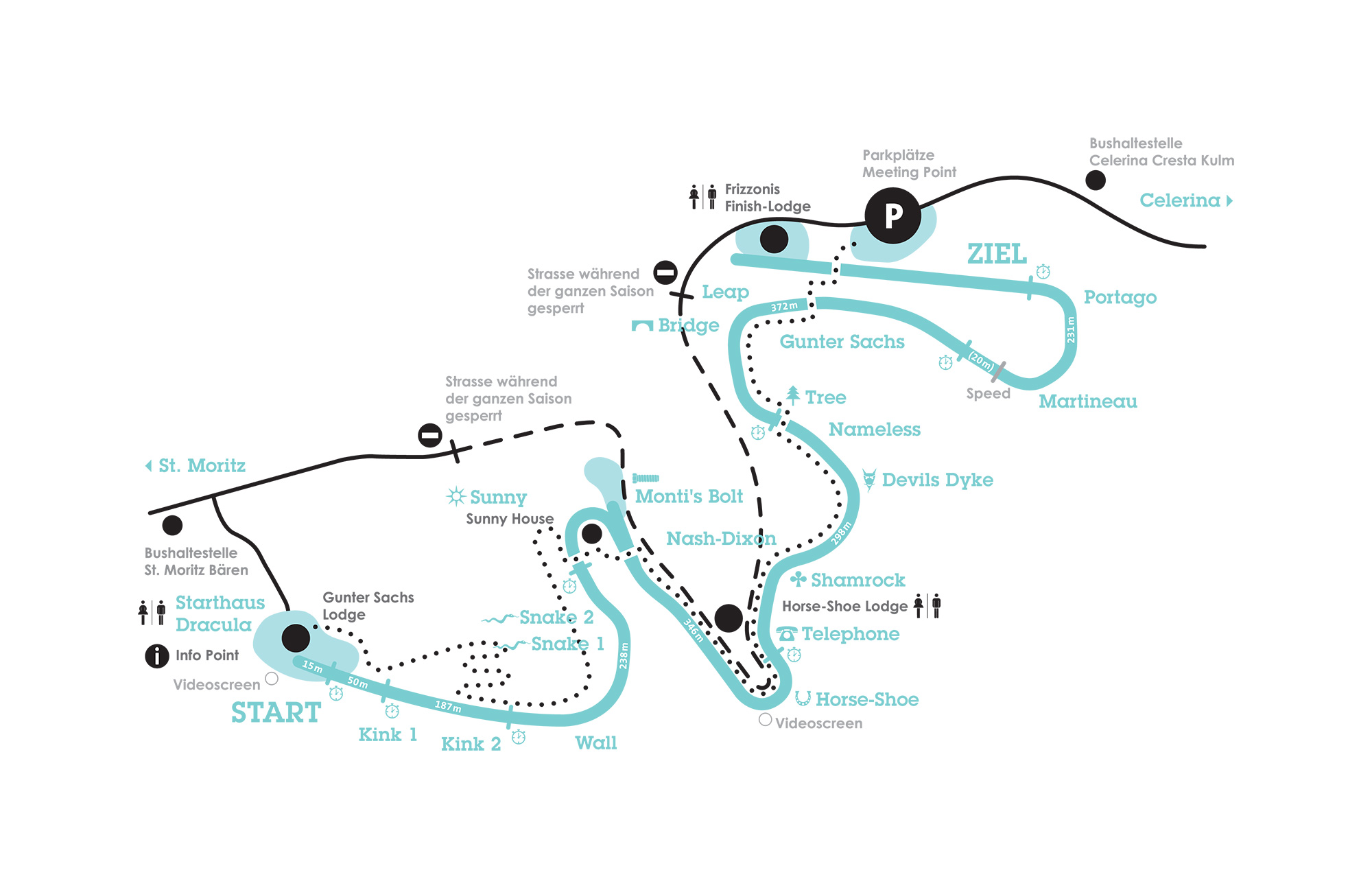
Ruttkarta över banan Olympia Bob Run St. Moritz–Celerina.

Europamästerskapen i rodel 2022 hölls mellan den 22 och 23 januari 2022 på Olympia Bob Run St. Moritz–Celerina i St. Moritz i Schweiz. Det var den 53:e upplagan av Europamästerskapen i rodel och samtidigt den nionde och sista tävlingen i världscupen 2021/2022. Det tävlades i fyra grenar: singel för herrar, singel för damer, dubbel och lagstafett.
Vinnaren av medaljtabellen blev Tyskland som tog två av fyra guld samt fyra av totalt 12 medaljer. Gulden togs av Natalie Geisenberger i damernas singel samt av Toni Eggert och Sascha Benecken i dubbel. I herrarnas singel gick guldet till österrikaren Wolfgang Kindl medan segern i lagstafetten gick till Lettlands lag bestående av Elīna Ieva Vītola, Kristers Aparjods, Mārtiņš Bots och Roberts Plūme. Rodelåkarna som tog två medaljer i tävlingen var tyskarna Natalie Geisenberger, Toni Eggert och Sascha Benecken samt letterna Elīna Ieva Vītola, Kristers Aparjods, Mārtiņš Bots och Roberts Plūme.
För tredje gången delades det även ut medaljer till de bästa U23-åkarna i EM.

## Program
Det tävlades i fyra grenar.
Alla tider är lokala (UTC+1).
| Datum      | Tid   | Gren                |
| ---------- | ----- | ------------------- |
| 22 januari | 08:40 | Åk 1, dubbel        |
| 22 januari | 10:05 | Åk 2, dubbel        |
| 22 januari | 11:45 | Åk 1, singel herrar |
| 22 januari | 13:28 | Åk 2, singel herrar |
| 23 januari | 09:40 | Åk 1, singel damer  |
| 23 januari | 11:10 | Åk 2, singel damer  |
| 23 januari | 13:00 | Lagstafett          |

## Regerande mästare
I den senaste upplagan av Europamästerskapen i rodel 2021 som hölls i Sigulda i Lettland tog Tatjana Ivanova guld i damernas singel, Felix Loch i herrarnas singel, Andris Šics och Juris Šics i dubbel samt Ryssland i lagstafetten vars lag bestod av Tatjana Ivanova, Semjon Pavlitjenko, Vsevolod Kasjkin och Konstantin Korsjunov.

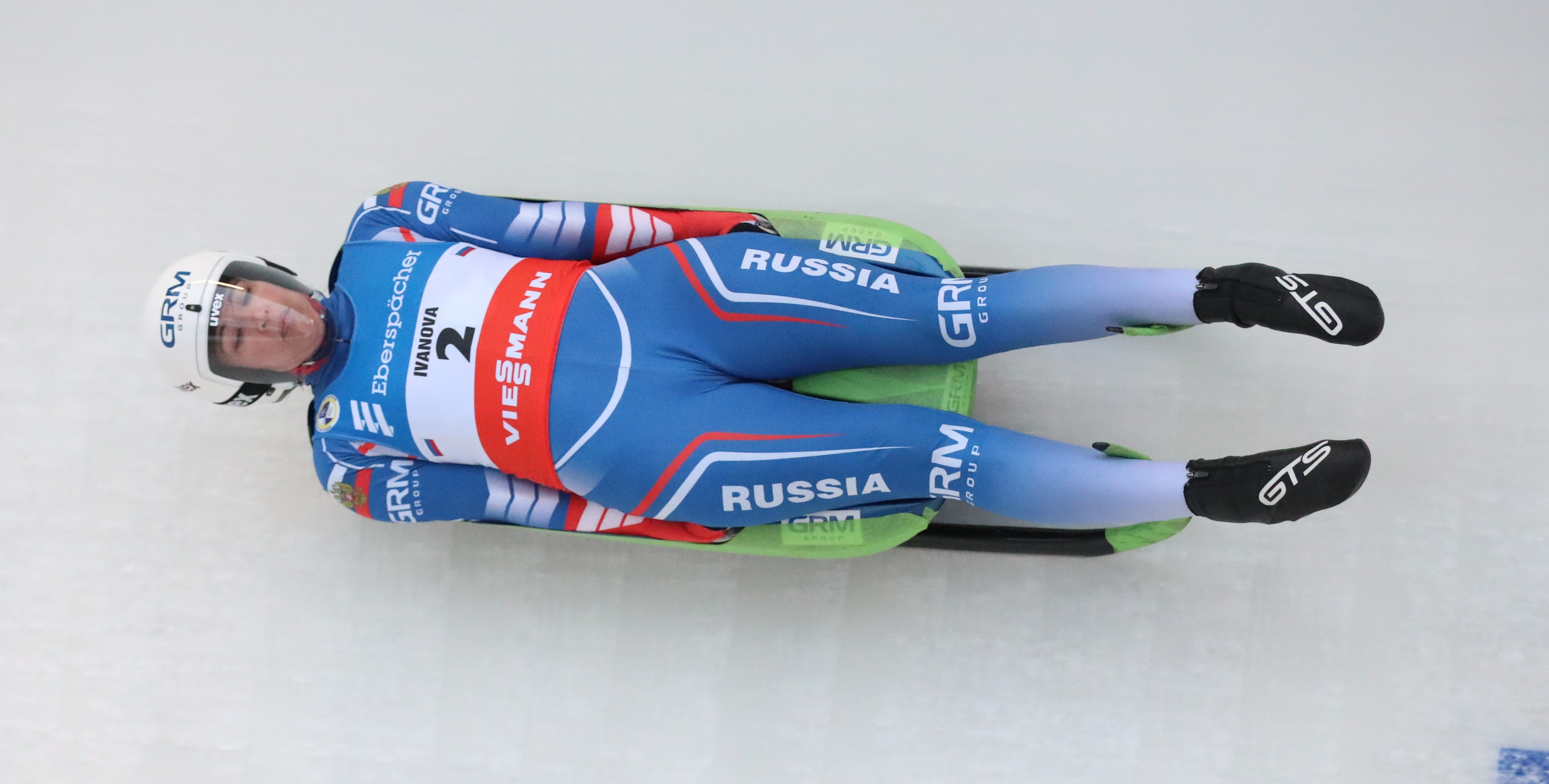
Tatjana Ivanova
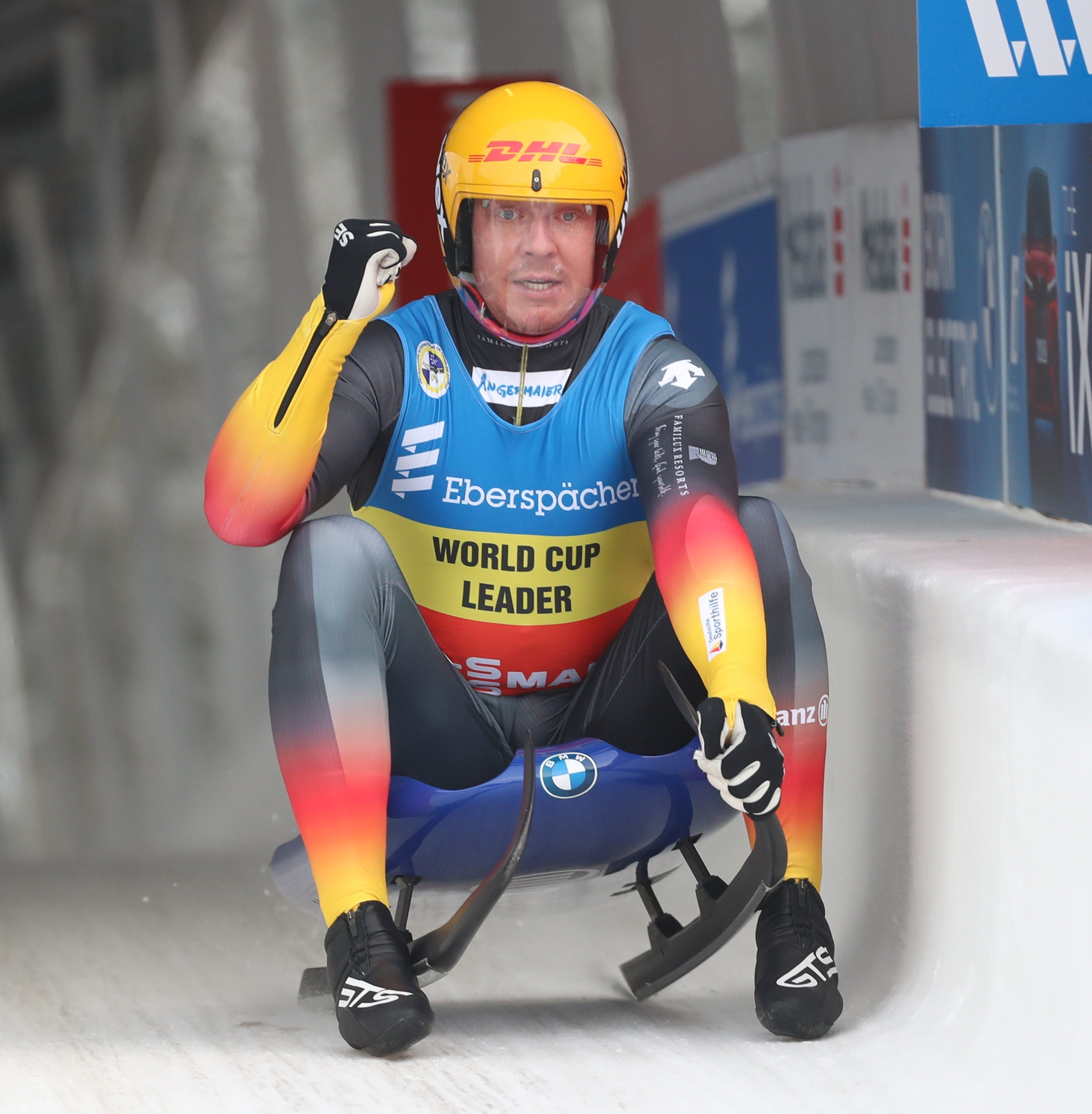
Felix Loch
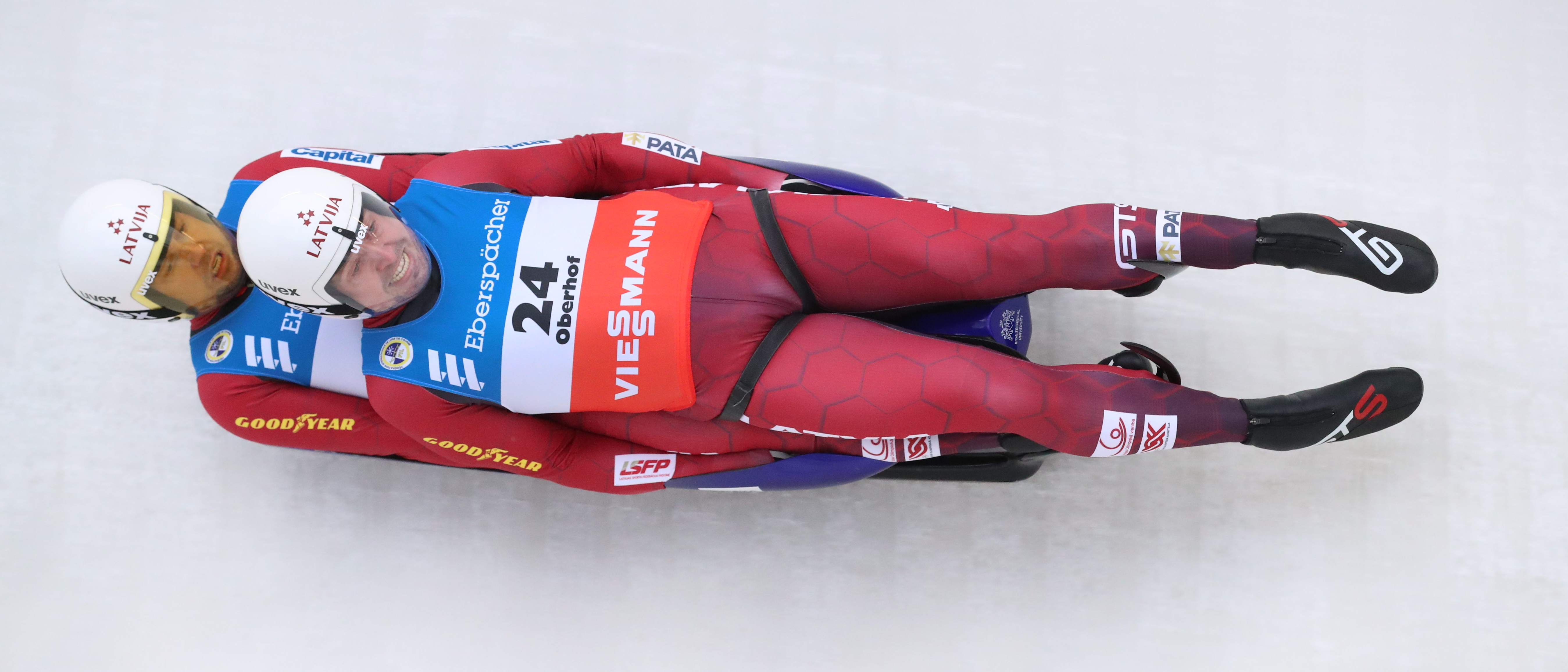
Andris Šics och Juris Šics
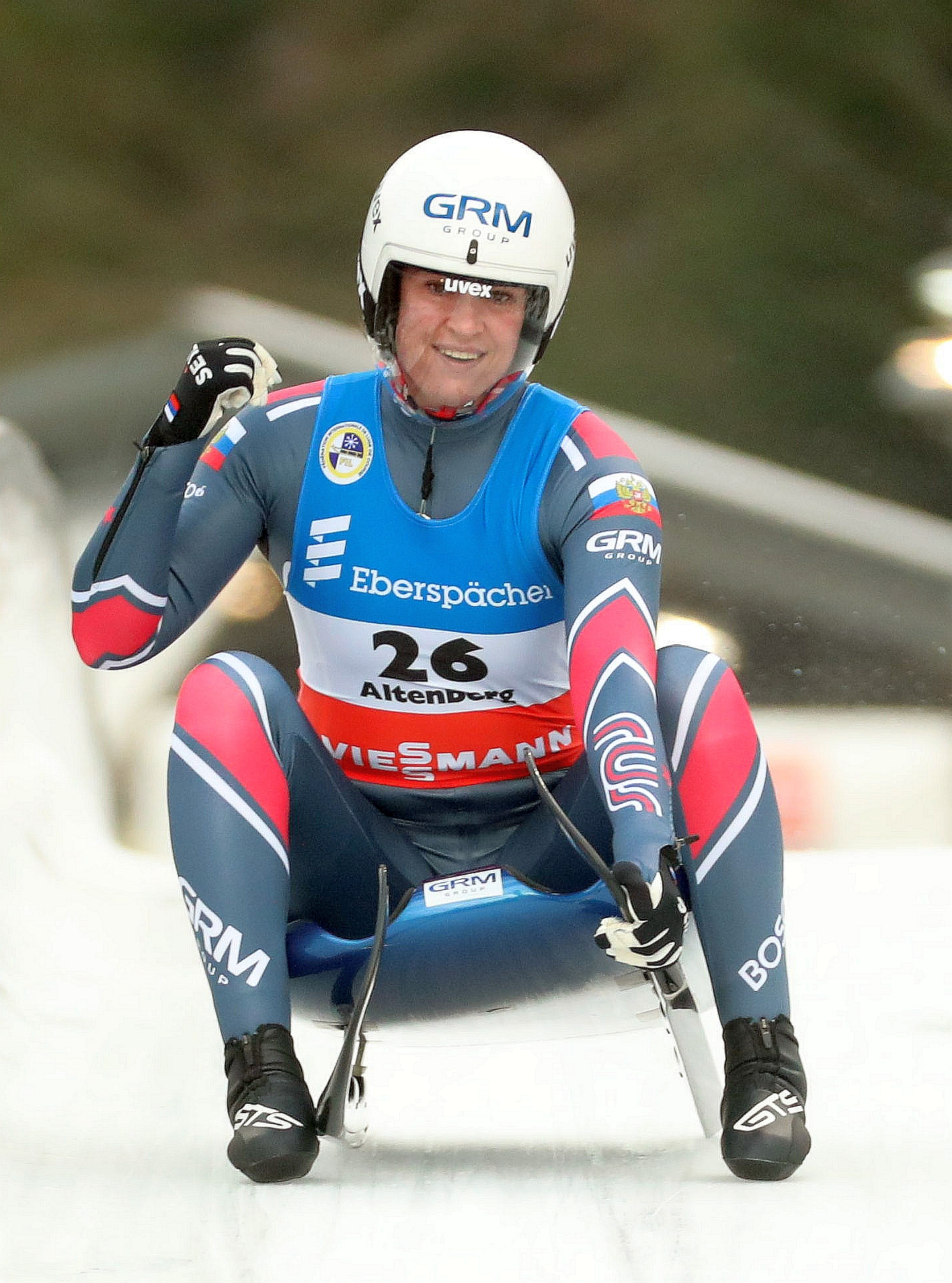
Tatjana Ivanova
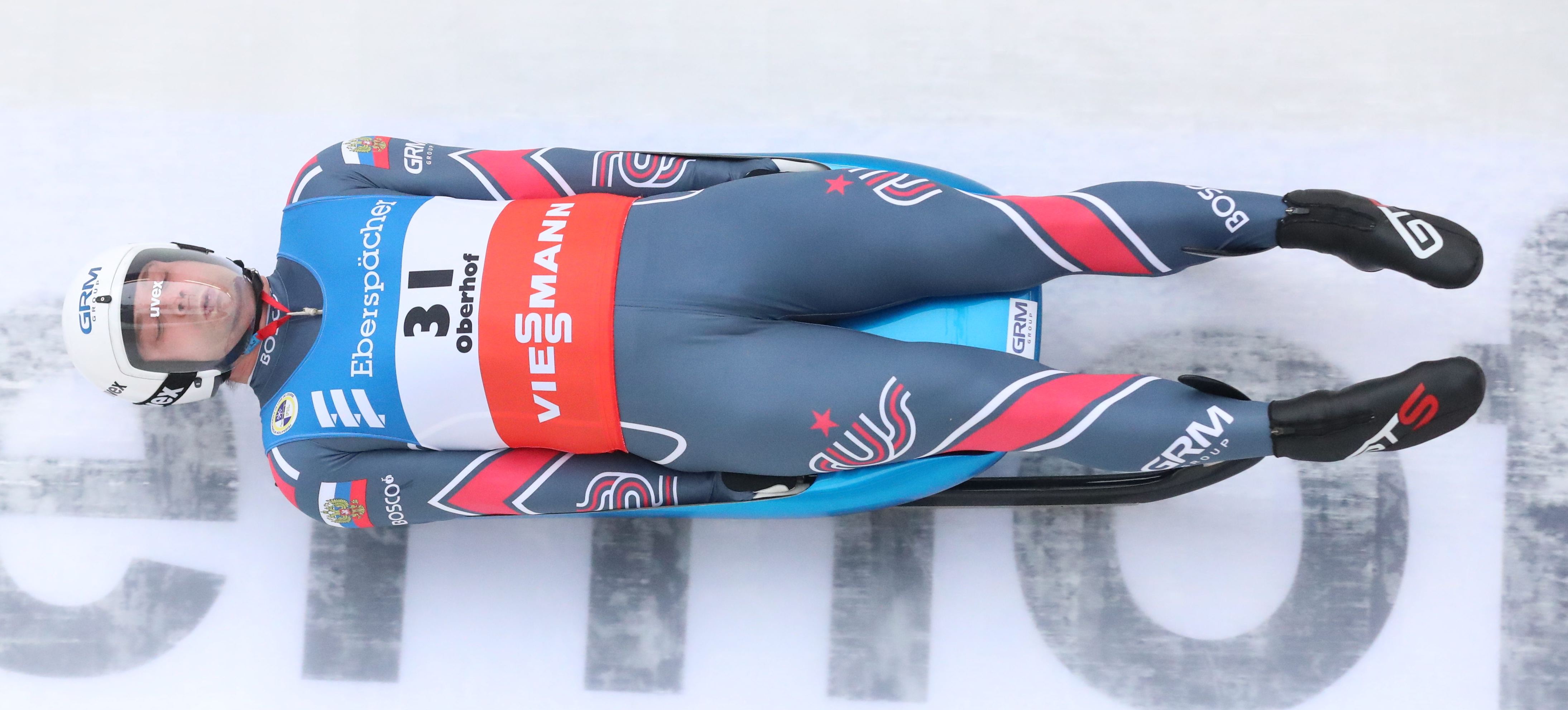
Semjon Pavlitjenko
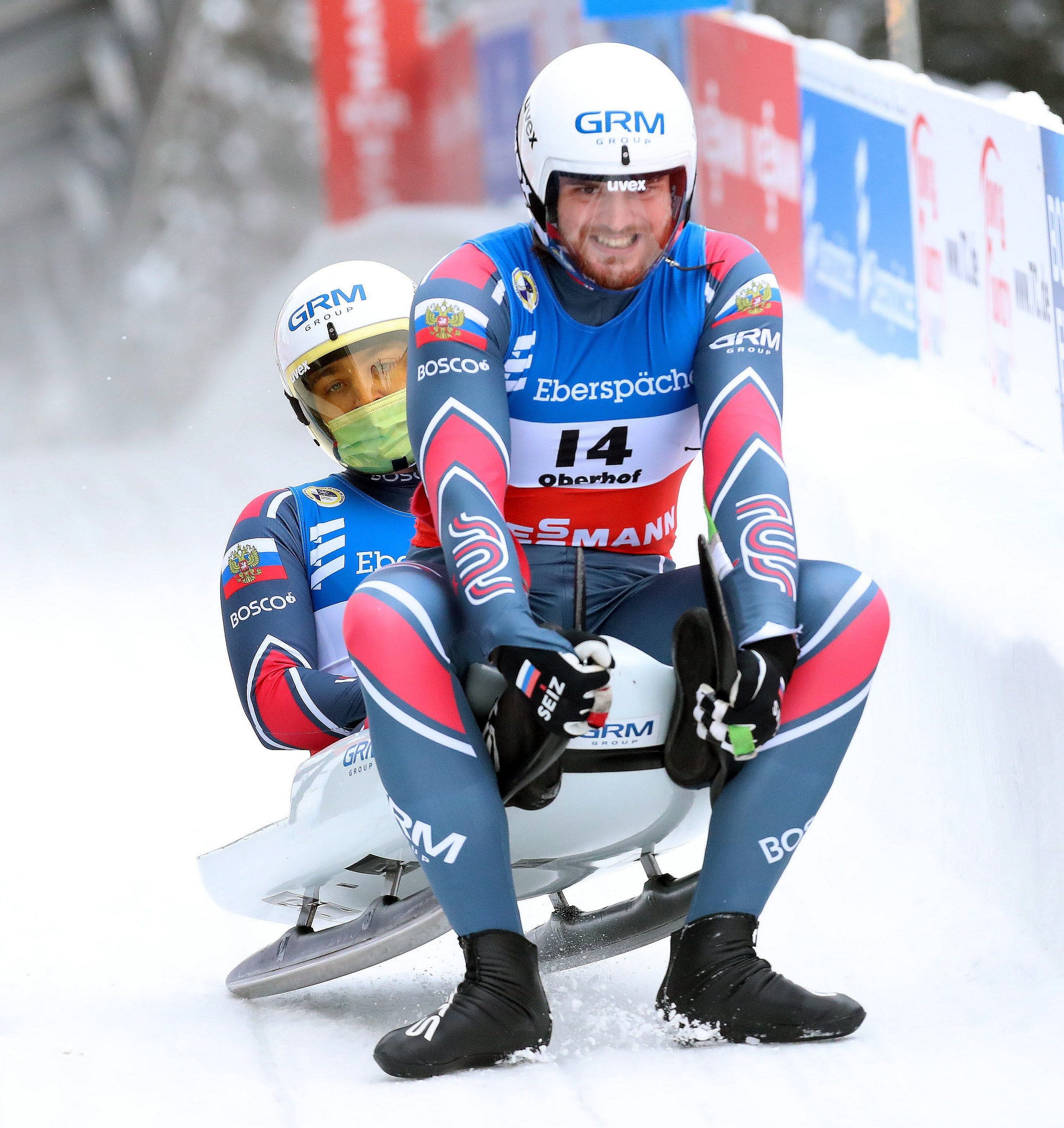
Vsevolod Kasjkin och Konstantin Korsjunov

## Resultat

### Damernas singel

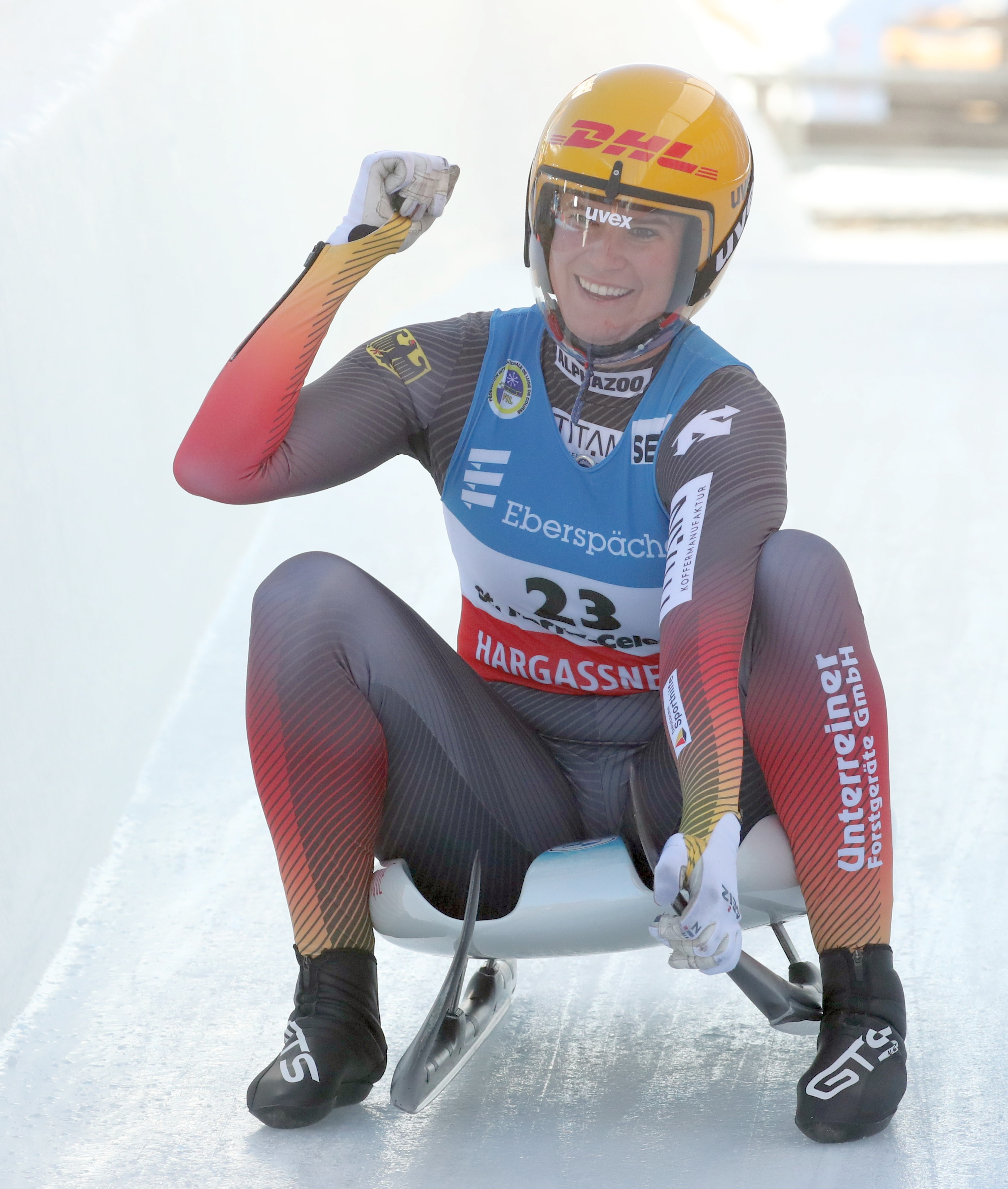
Natalie Geisenberger, Europamästare

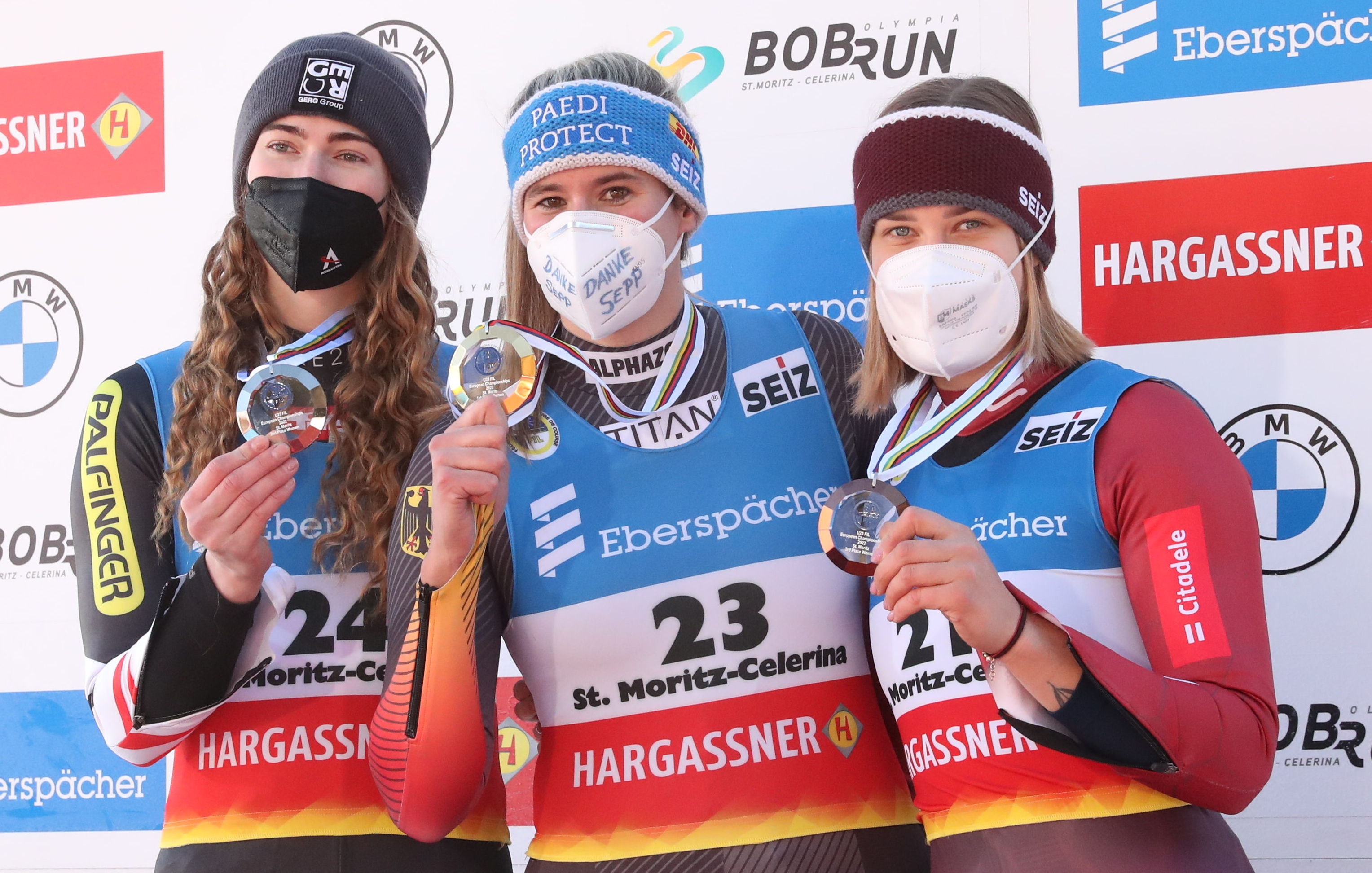
Egle, Geisenberger och Vītola

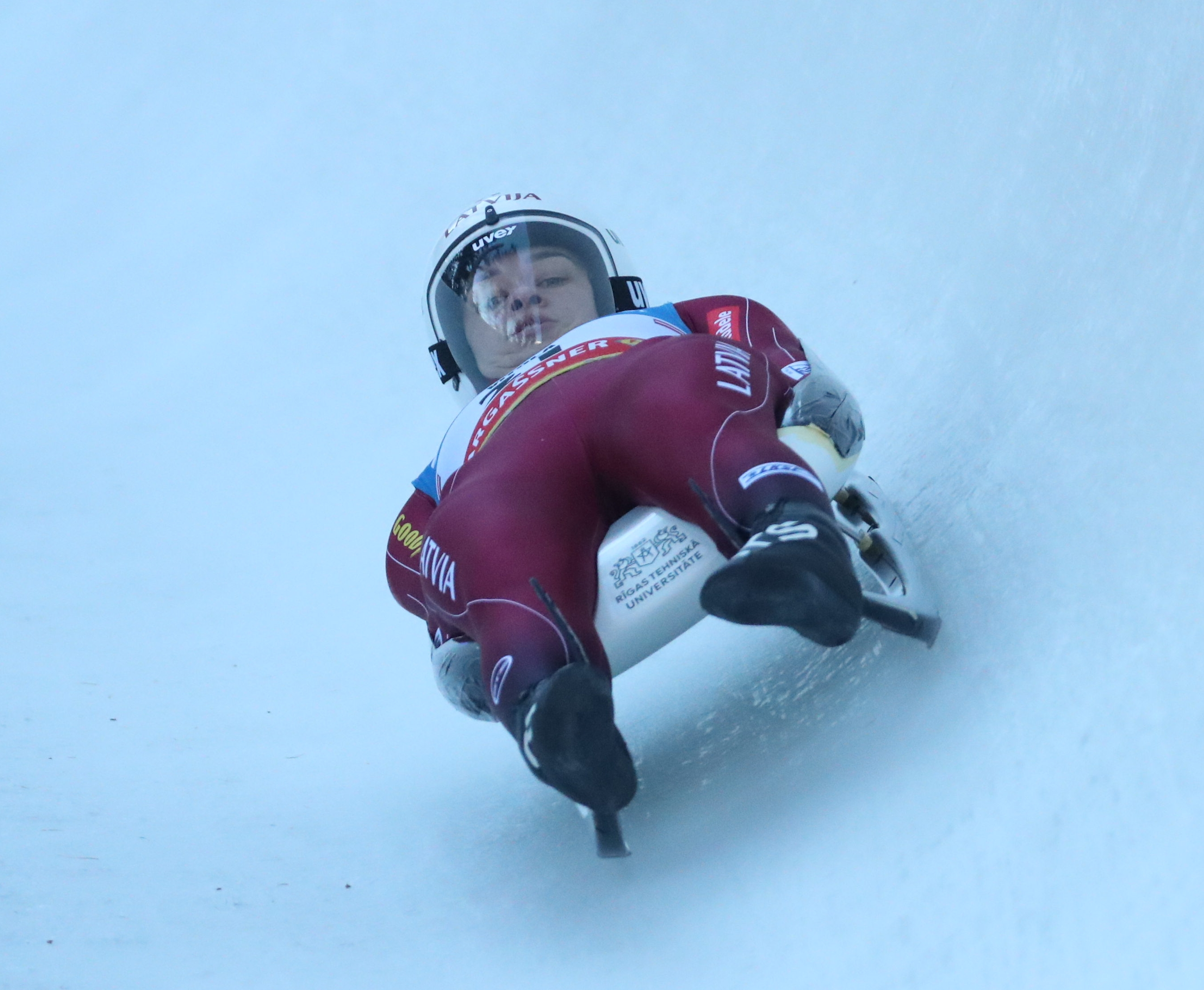
Elīna Ieva Vītola, U23-Europamästare

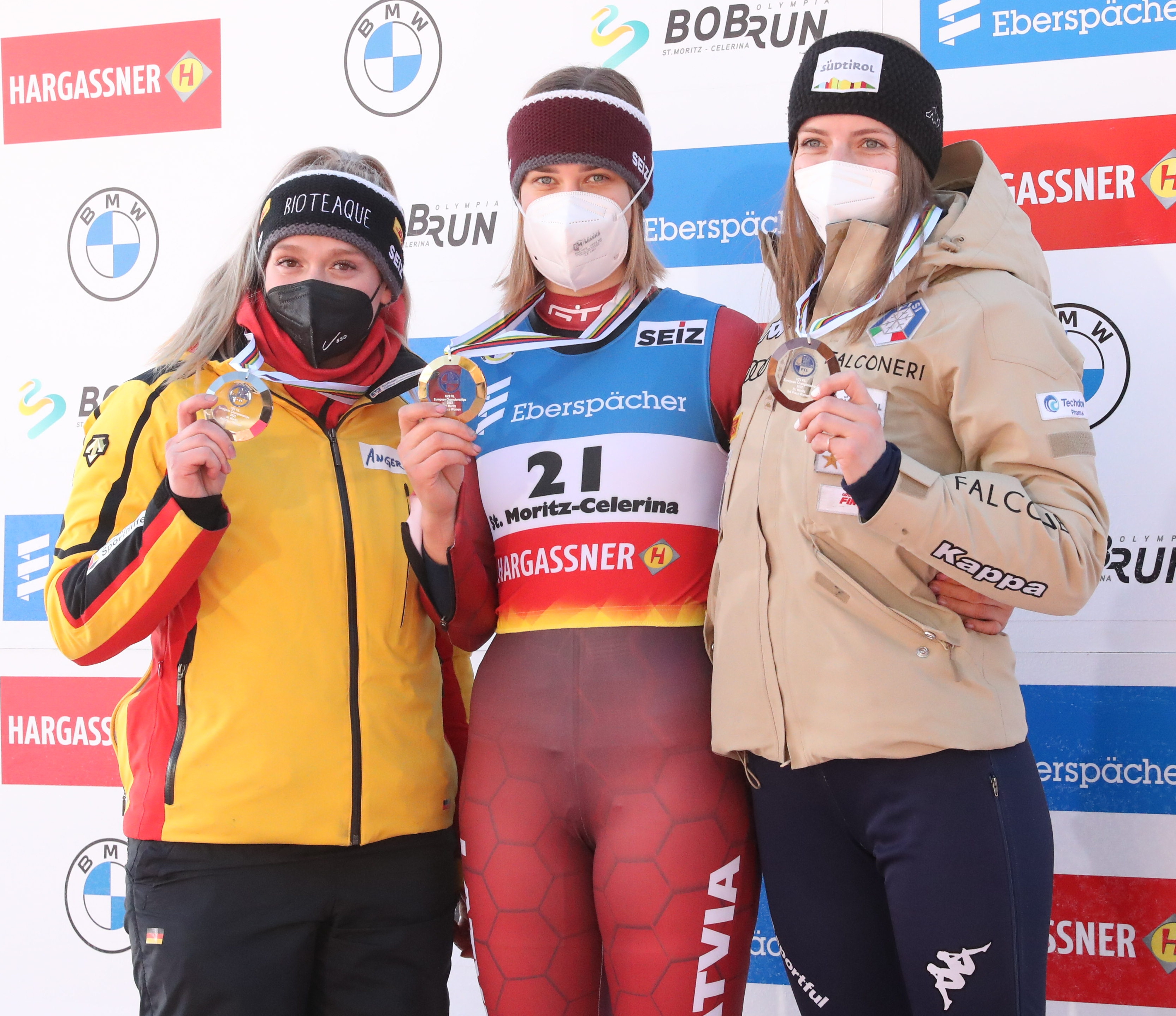
Berreiter, Vītola och Hofer

Tävlingen avgjordes den 23 januari 2022 med två åk där 29 rodelåkare från början var anmälda, varav fem inte hade lyckats att kvalificera sig. Den regerande mästaren Tatjana Ivanova från Ryssland slutade på femte plats. Guldet togs istället av tyska Natalie Geisenberger som tog sitt femte EM-guld i singel (tidigare 2008, 2013, 2017 och 2019). Silvret togs av österrikiska Madeleine Egle och bronset av lettiska Elīna Ieva Vītola som båda tog sina första EM-medaljer i singel.
U23-tävlingen vanns av lettiska Elīna Ieva Vītola före tyska Anna Berreiter och italienska Verena Hofer, som slutade trea, sjua respektive nia i seniortävlingen.
| Placering | Idrottare                | Land          | Åk 1             | Åk 1             | Åk 2             | Åk 2             | Totalt           | Totalt           |
| Placering | Idrottare                | Land          | Tid (s)          | Placering        | Tid (s)          | Placering        | Tid (min)        | Skillnad (s)     |
| --------- | ------------------------ | ------------- | ---------------- | ---------------- | ---------------- | ---------------- | ---------------- | ---------------- |
| 1         | Natalie Geisenberger     | Tyskland      | 54,131           | 1                | 54,059           | 2                | 1.48,190         |                  |
| 2         | Madeleine Egle           | Österrike     | 54,376           | 3                | 53,969           | 1                | 1.48,345         | +0,155           |
| 3         | Elīna Ieva Vītola (U23)  | Lettland      | 54,300           | 2                | 54,156           | 4                | 1.48,456         | +0,266           |
| 4         | Julia Taubitz            | Tyskland      | 54,383           | 4                | 54,131           | 3                | 1.48,514         | +0,324           |
| 5         | Tatjana Ivanova          | Ryssland      | 54,489           | 5                | 54,364           | 7                | 1.48,853         | +0,663           |
| 6         | Elīza Tīruma             | Lettland      | 54,598           | 7                | 54,337           | 6                | 1.48,935         | +0,745           |
| 7         | Anna Berreiter (U23)     | Tyskland      | 54,634           | 9                | 54,333           | 5                | 1.48,967         | +0,777           |
| 8         | Andrea Vötter            | Italien       | 54,604           | 8                | 54,485           | 10               | 1.49,089         | +0,899           |
| 9         | Verena Hofer (U23)       | Italien       | 54,572           | 6                | 54,539           | 13               | 1.49,111         | +0,921           |
| 10        | Sigita Bērziņa (U23)     | Lettland      | 54,713           | 13               | 54,428           | 8                | 1.49,141         | +0,951           |
| 11        | Viktorija Demtjenko      | Ryssland      | 54,661           | 10               | 54,493           | 11               | 1.49,154         | +0,964           |
| 12        | Natalie Maag             | Schweiz       | 54,747           | 14               | 54,483           | 9                | 1.49,230         | +1,040           |
| 13        | Kendija Aparjode         | Lettland      | 54,756           | 15               | 54,497           | 12               | 1.49,253         | +1,063           |
| 14        | Jekaterina Katnikova     | Ryssland      | 54,694           | 11               | 54,583           | 14               | 1.49,277         | +1,087           |
| 15        | Nina Zöggeler (U23)      | Italien       | 54,700           | 12               | 54,693           | 16               | 1.49,393         | +1,203           |
| 16        | Sandra Robatscher        | Italien       | 54,781           | 16               | 54,678           | 15               | 1.49,459         | +1,269           |
| 17        | Hannah Prock (U23)       | Österrike     | 54,978           | 17               | 54,799           | 17               | 1.49,777         | +1,587           |
| 18        | Lisa Schulte (U23)       | Österrike     | 55,001           | 18               | 54,815           | 18               | 1.49,816         | +1,626           |
| 19        | Olena Stetskiv           | Ukraina       | 55,235           | 19               | 54,864           | 19               | 1.50,099         | +1,909           |
| 20        | Olena Smaha (U23)        | Ukraina       | 55,337           | 21               | 55,071           | 20               | 1.50,408         | +2,218           |
| 21        | Katarína Šimoňáková      | Slovakien     | 55,325           | 20               | 55,280           | 22               | 1.50,605         | +2,415           |
| 22        | Julianna Tunytska (U23)  | Ukraina       | 55,591           | 22               | 55,243           | 21               | 1.50,834         | +2,644           |
| 23        | Anna Čežíková (U23)      | Tjeckien      | 55,743           | 23               | 55,527           | 24               | 1.51,270         | +3,080           |
| 24        | Klaudia Domaradzka (U23) | Polen         | 56,758           | 24               | 55,403           | 23               | 1.52,161         | +3,971           |
|           | Cezara Curmei            | Rumänien      | Ej kvalificerade | Ej kvalificerade | Ej kvalificerade | Ej kvalificerade | Ej kvalificerade | Ej kvalificerade |
|           | Natalia Jamróz (U23)     | Polen         | Ej kvalificerade | Ej kvalificerade | Ej kvalificerade | Ej kvalificerade | Ej kvalificerade | Ej kvalificerade |
|           | Doina Descalui (U23)     | Moldavien     | Ej kvalificerade | Ej kvalificerade | Ej kvalificerade | Ej kvalificerade | Ej kvalificerade | Ej kvalificerade |
|           | Cheyenne Rosenthal (U23) | Tyskland      | Ej kvalificerade | Ej kvalificerade | Ej kvalificerade | Ej kvalificerade | Ej kvalificerade | Ej kvalificerade |
|           | Dania Obratov (U23)      | Nederländerna | Ej kvalificerade | Ej kvalificerade | Ej kvalificerade | Ej kvalificerade | Ej kvalificerade | Ej kvalificerade |

### Herrarnas singel

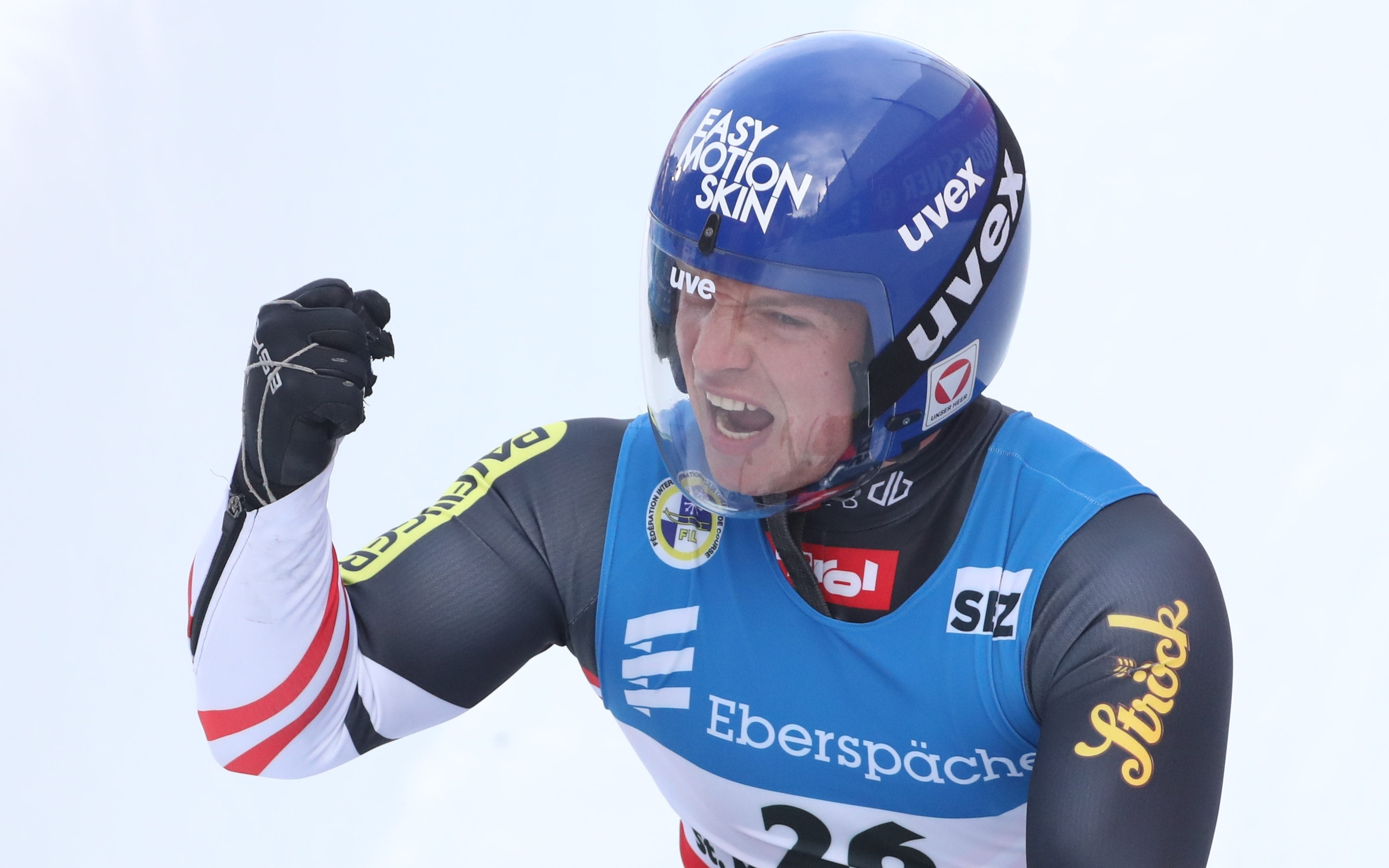
Wolfgang Kindl, Europamästare

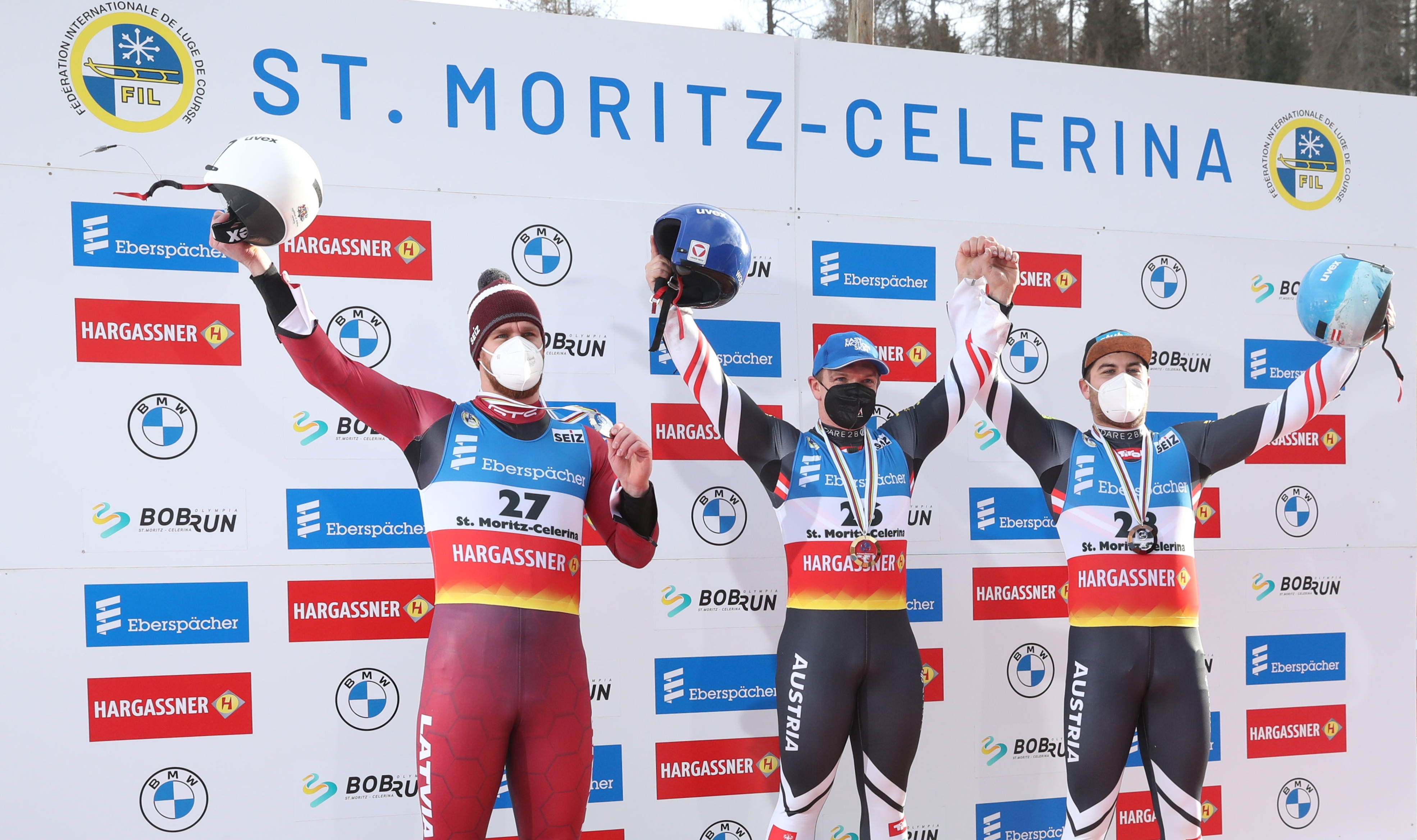
Aparjods, Kindl och Nico Gleirscher

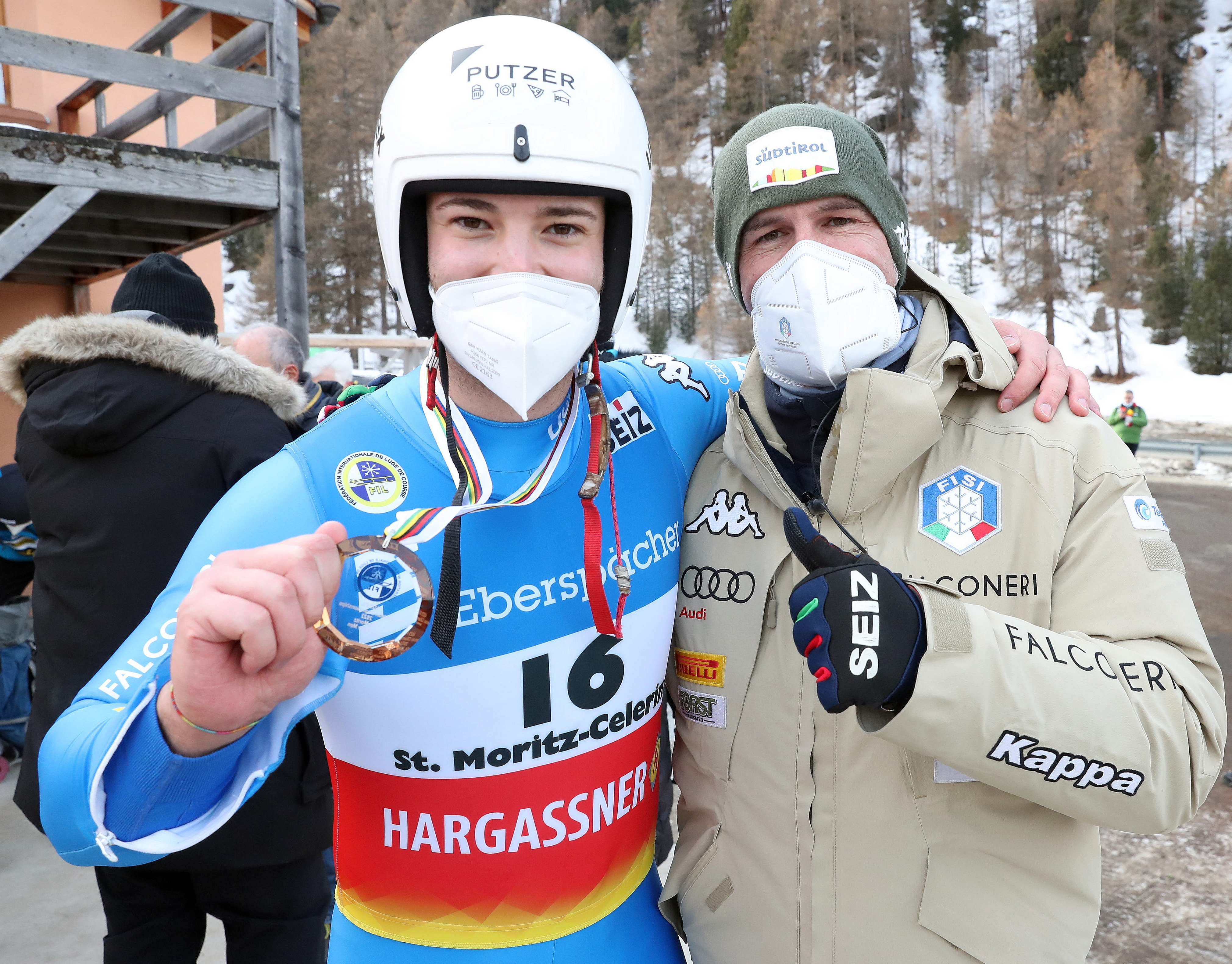
Leon Felderer, U23-Europamästare, tillsammans med Armin Zöggeler

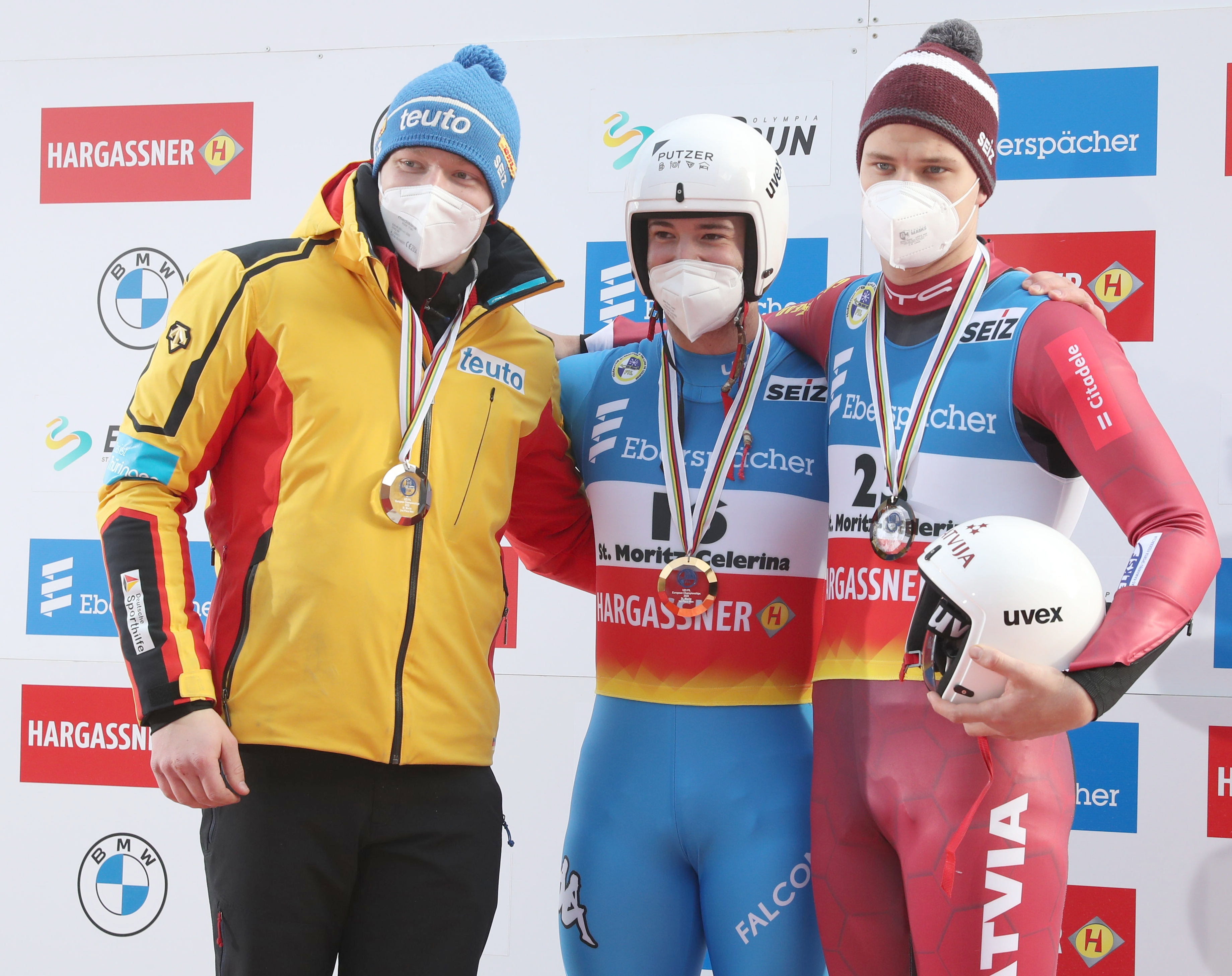
Langenhan, Felderer och Bērziņš

Tävlingen avgjordes den 22 januari 2022 med två åk där 31 rodelåkare från början var anmälda, varav fem inte hade lyckats att kvalificera sig. Regerande mästare var tyska Felix Loch som slutade på fjärde plats. Guldet togs istället av österrikiska Wolfgang Kindl som tog sitt första EM-guld i singel efter att tidigare tagit två brons 2010 och 2017. Silvret togs av lettiska Kristers Aparjods (tidigare bronsmedaljör 2019) och bronset togs av Kindls landsman Nico Gleirscher som tog sin första EM-medalj.
U23-tävlingen vanns av italienaren Leon Felderer följt av tyska Max Langenhan och lettiska Gints Bērziņš, som slutade sexa, sjua respektive tolva i seniortävlingen.
| Placering | Idrottare                  | Land                    | Åk 1             | Åk 1             | Åk 2             | Åk 2             | Totalt           | Totalt           |
| Placering | Idrottare                  | Land                    | Tid (min)        | Placering        | Tid (min)        | Placering        | Tid (min)        | Skillnad (s)     |
| --------- | -------------------------- | ----------------------- | ---------------- | ---------------- | ---------------- | ---------------- | ---------------- | ---------------- |
| 1         | Wolfgang Kindl             | Österrike               | 1.05,162         | 3                | 1.05,084         | 1                | 2.10,246         |                  |
| 2         | Kristers Aparjods          | Lettland                | 1.05,182         | 4                | 1.05,085         | 2                | 2.10,267         | +0,031           |
| 3         | Nico Gleirscher            | Österrike               | 1.05,365         | 7                | 1.05,181         | 3                | 2.10,546         | +0,300           |
| 4         | Felix Loch                 | Tyskland                | 1.05,417         | 9                | 1.05,194         | 4                | 2.10,611         | +0,365           |
| 5         | Jonas Müller               | Österrike               | 1.05,337         | 6                | 1.05,319         | 5                | 2.10,656         | +0,410           |
| 6         | Leon Felderer (U23)        | Italien                 | 1.05,366         | 8                | 1.05,360         | 6                | 2.10,726         | +0,480           |
| 7         | Max Langenhan (U23)        | Tyskland                | 1.05,459         | 10               | 1.05,497         | 9                | 2.10,956         | +0,710           |
| 8         | Dominik Fischnaller        | Italien                 | 1.05,052         | 1                | 1.05,919         | 17               | 2.10,971         | +0,725           |
| 9         | Roman Repilov              | Ryssland                | 1.05,637         | 12               | 1.05,387         | 7                | 2.11,024         | +0,778           |
| 10        | Kevin Fischnaller          | Italien                 | 1.05,563         | 11               | 1.05,489         | 8                | 2.11,052         | +0,806           |
| 11        | Johannes Ludwig            | Tyskland                | 1.05,070         | 2                | 1.06,010         | 20               | 2.11,080         | +0,834           |
| 12        | Gints Bērziņš (U23)        | Lettland                | 1.05,292         | 5                | 1.05,985         | 18               | 2.11,277         | +1,031           |
| 13        | Chris Eißler               | Tyskland                | 1.05,685         | 13               | 1.05,719         | 12               | 2.11,404         | +1,158           |
| 14        | Artūrs Dārznieks           | Lettland                | 1.05,744         | 14               | 1.05,714         | 11               | 2.11,458         | +1,212           |
| 15        | Semjon Pawlitschenko       | Ryssland                | 1.05,794         | 15               | 1.05,783         | 14               | 2.11,577         | +1,331           |
| 16        | Reinhard Egger             | Österrike               | 1.05,818         | 16               | 1.05,836         | 15               | 2.11,654         | +1,408           |
| 17        | David Gleirscher           | Österrike               | 1.06,026         | 19               | 1.05,690         | 10               | 2.11,716         | +1,470           |
| 18        | Anton Dukatj               | Ukraina                 | 1.05,909         | 18               | 1.05,900         | 16               | 2.11,809         | +1,563           |
| 19        | Jozef Ninis                | Slovakien               | 1.05,880         | 17               | 1.06,003         | 19               | 2.11,883         | +1,637           |
| 20        | Aleksandr Gorbatsevitj     | Ryssland                | 1.06,263         | 25               | 1.05,744         | 13               | 2.12,007         | +1,761           |
| 21        | Andrij Mandzij             | Ukraina                 | 1.06,219         | 24               | 1.06,020         | 21               | 2.12,239         | +1,993           |
| 22        | Lukas Gufler (U23)         | Italien                 | 1.06,029         | 20               | 1.06,272         | 22               | 2.12,291         | +2,045           |
| 23        | Mateusz Sochowicz          | Polen                   | 1.06,082         | 21               | 1.06,318         | 24               | 2.12,400         | +2,154           |
| 24        | Andrei Turea               | Rumänien                | 1.06,276         | 26               | 1.06,296         | 23               | 2.12,572         | +2,326           |
| 25        | Mathis Ertel (U23)         | Tyskland                | 1.06,199         | 23               | 1.06,421         | 26               | 2.12,620         | +2,374           |
| 26        | Eduard Mihai Crăciun (U23) | Rumänien                | 1.06,325         | 27               | 1.06,353         | 25               | 2.12,678         | +2,432           |
| 27        | Jozef Hušla (U23)          | Slovakien               | 1.06,465         | 28               | 1.07,236         | 27               | 2.13,701         | +3,455           |
| 28        | Marián Skupek (U23)        | Slovakien               | 1.06,189         | 22               | 1.07,659         | 28               | 2.13,848         | +3,602           |
|           | Kacper Tarnawski (U23)     | Polen                   | Ej kvalificerade | Ej kvalificerade | Ej kvalificerade | Ej kvalificerade | Ej kvalificerade | Ej kvalificerade |
|           | Mirza Nikolajev (U23)      | Bosnien och Hercegovina | Ej kvalificerade | Ej kvalificerade | Ej kvalificerade | Ej kvalificerade | Ej kvalificerade | Ej kvalificerade |
|           | Michael Lejsek             | Tjeckien                | Ej kvalificerade | Ej kvalificerade | Ej kvalificerade | Ej kvalificerade | Ej kvalificerade | Ej kvalificerade |
|           | Ionuț Șișcanu (U23)        | Moldavien               | Ej kvalificerade | Ej kvalificerade | Ej kvalificerade | Ej kvalificerade | Ej kvalificerade | Ej kvalificerade |
|           | Saba Kumaritaschwili (U23) | Georgien                | Ej kvalificerade | Ej kvalificerade | Ej kvalificerade | Ej kvalificerade | Ej kvalificerade | Ej kvalificerade |

### Herrarnas dubbel

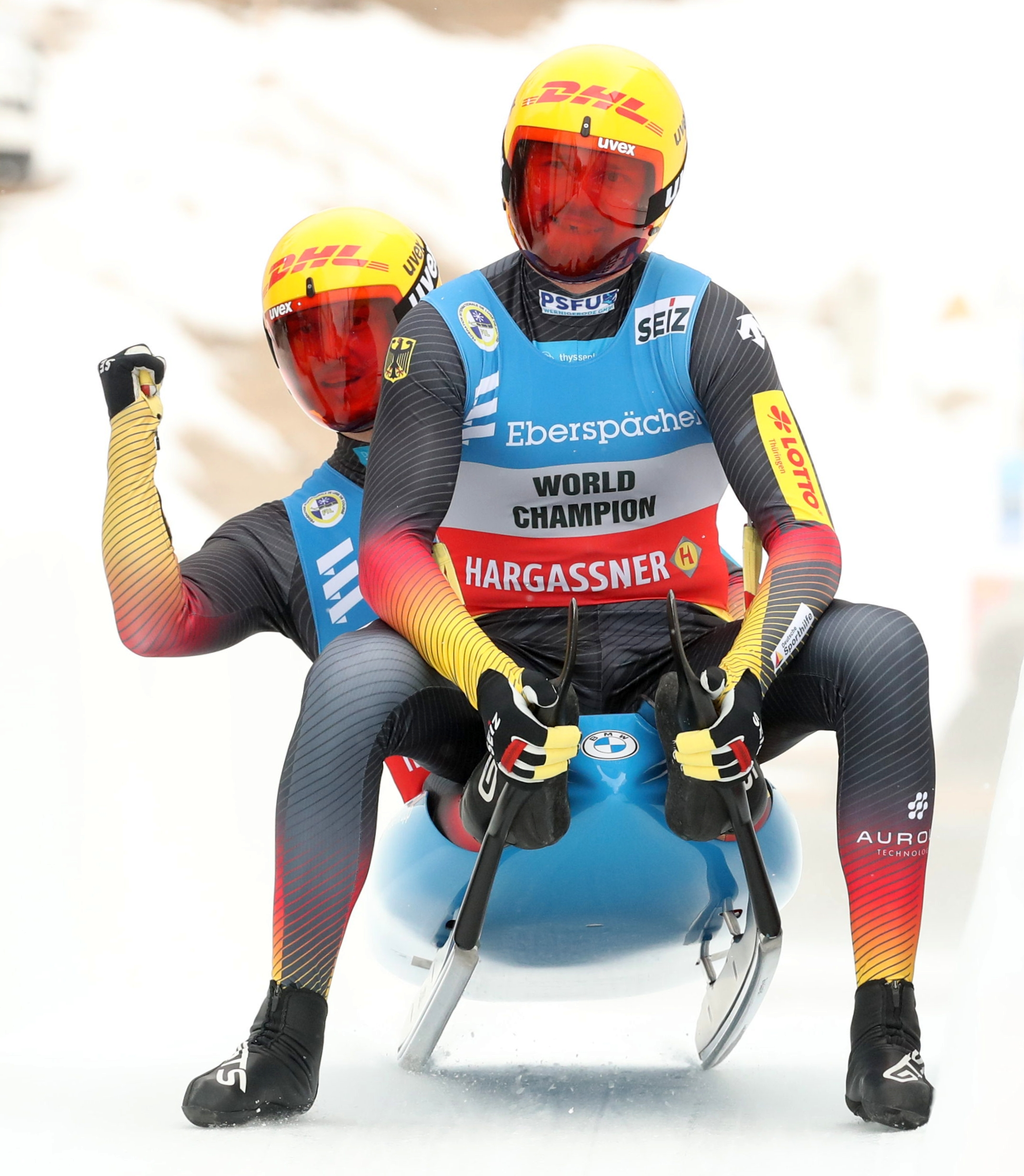
Eggert/Benecken, Europamästare

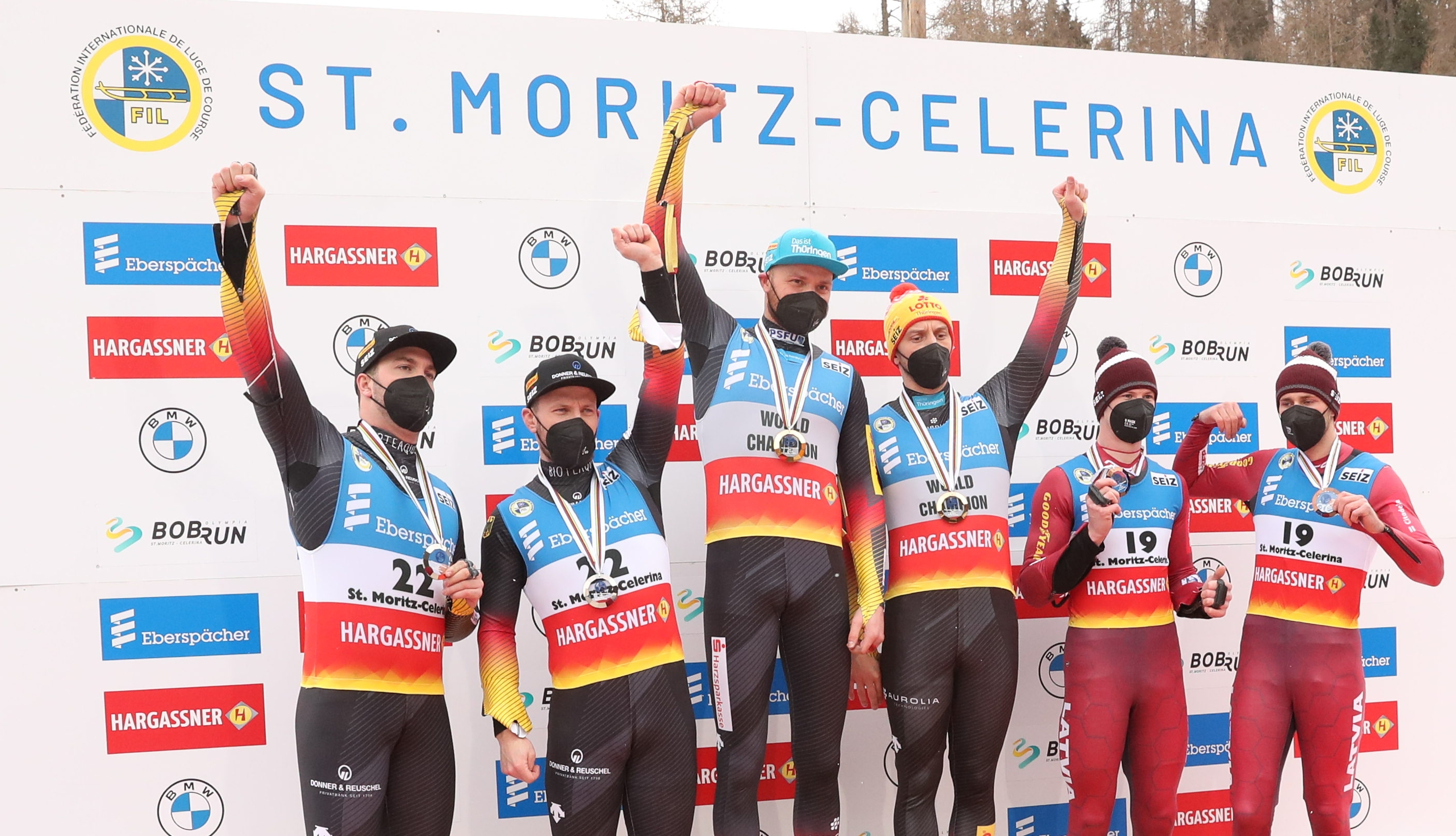
Wendl/Arlt, Eggert/Benecken och Bots/Plūme

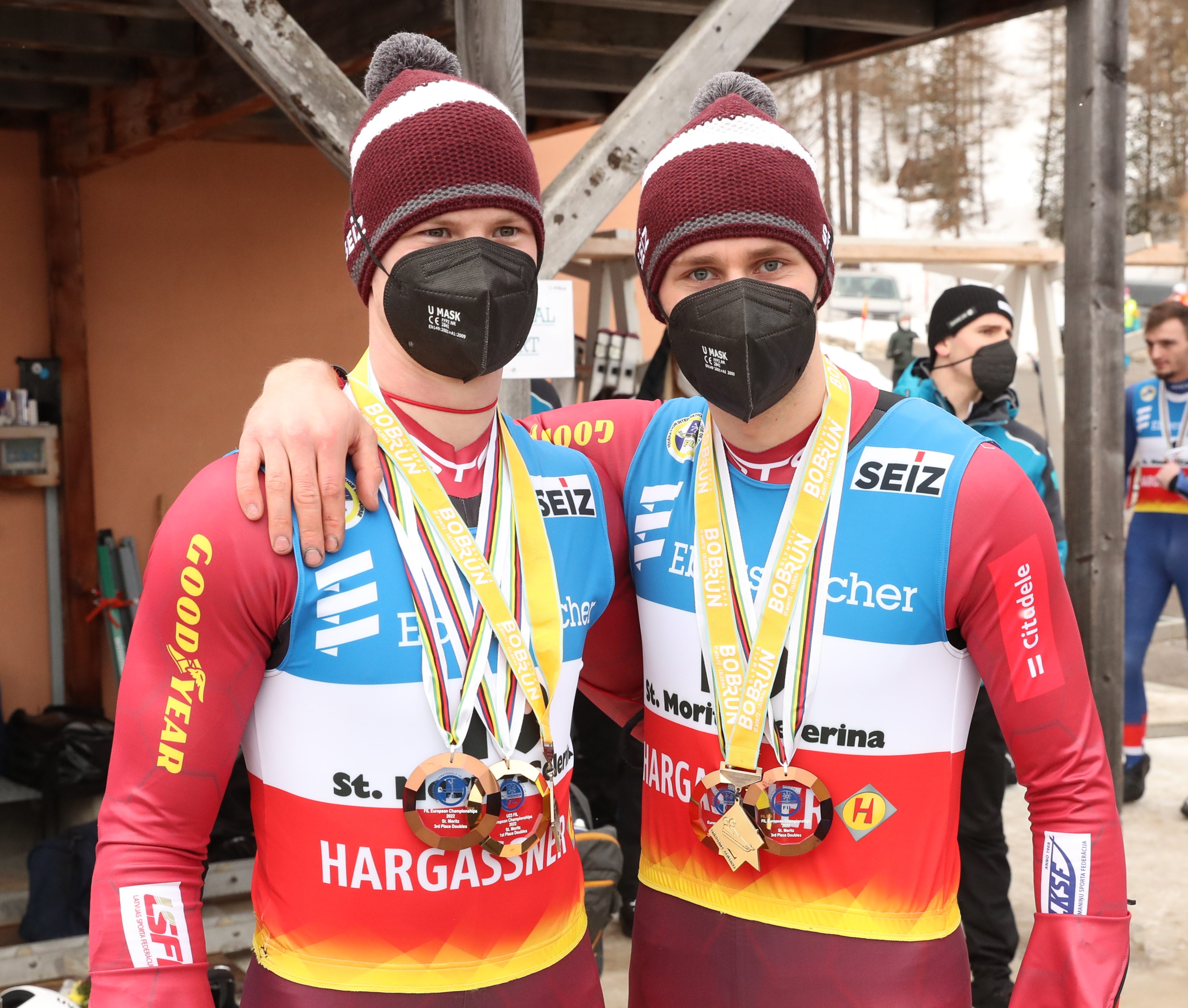
Bots/Plūme, U23-Europamästare

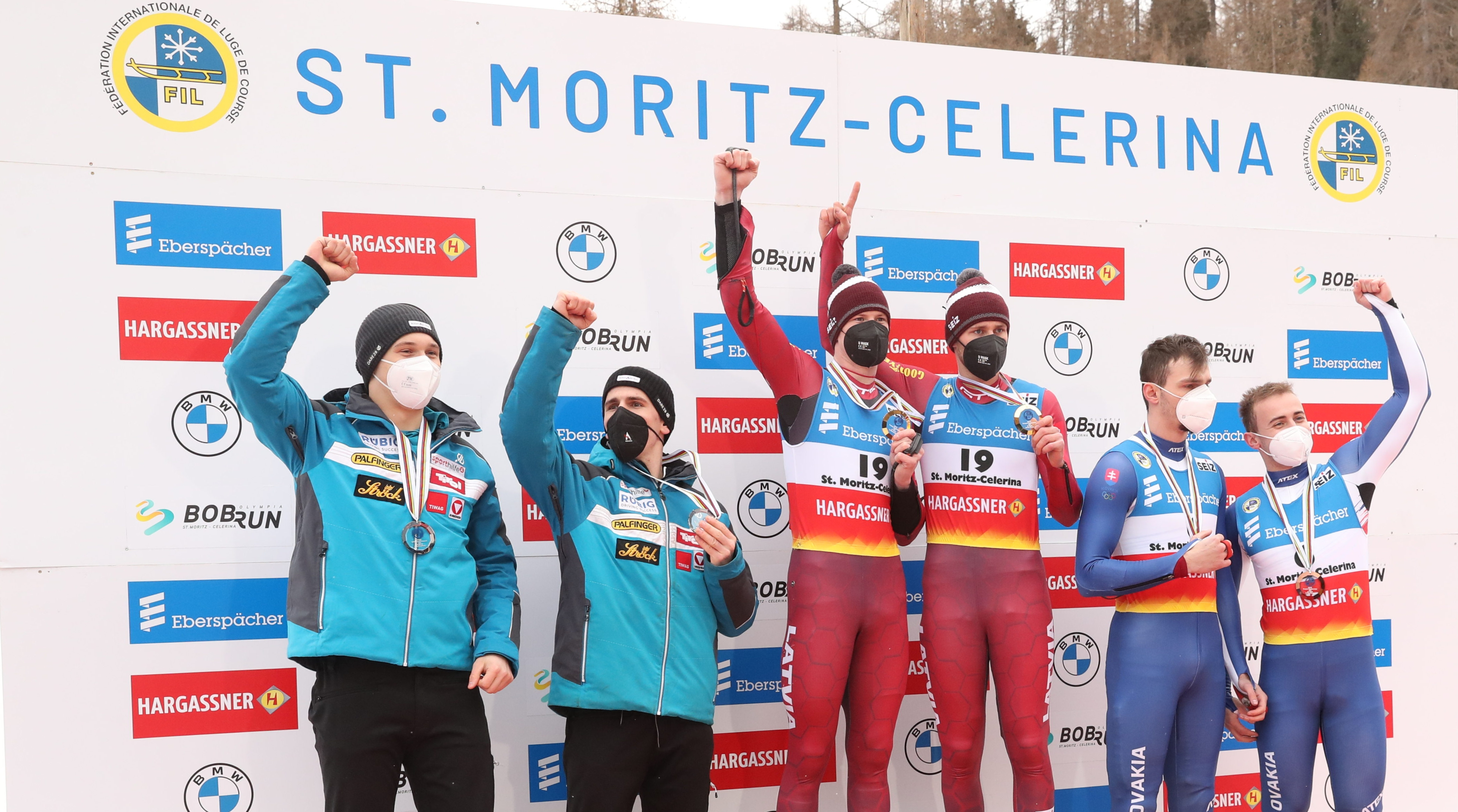
Gatt/Schöpf, Bots/Plūme och Vaverčák/Zmij

Tävlingen avgjordes den 22 januari 2022 med två åk där 42 rodelåkare från 10 olika nationer deltog. Regerande mästare var lettiska Andris och Juris Šics som detta året slutade på femte plats. Guldet togs istället av tyska Toni Eggert och Sascha Benecken som tog sitt fjärde EM-guld i dubbel tillsammans efter att tidigare vunnit 2013, 2016 och 2018. Silvret togs av deras landsmän Tobias Wendl och Tobias Arlt som tidigare hade blivit Europamästare 2015, 2017 och 2019. Bronset togs av lettiska Mārtiņš Bots och Roberts Plūme som tidigare hade tagit en EM-medalj i dubbel 2021.
U23-tävlingen vanns av lettiska Mārtiņš Bots och Roberts Plūme före österrikiska Juri Gatt och Riccardo Schöpf samt slovakiska Tomáš Vaverčák och Matej Zmij, som slutade trea, tolva respektive femtonde i seniorloppet.
| Placering | Idrottare                             | Land      | Åk 1    | Åk 1      | Åk 2    | Åk 2      | Totalt    | Totalt       |
| Placering | Idrottare                             | Land      | Tid (s) | Placering | Tid (s) | Placering | Tid (min) | Skillnad (s) |
| --------- | ------------------------------------- | --------- | ------- | --------- | ------- | --------- | --------- | ------------ |
| 1         | Toni Eggert/Sascha Benecken           | Tyskland  | 53,585  | 1         | 53,624  | 1         | 1.47,209  |              |
| 2         | Tobias Wendl/Tobias Arlt              | Tyskland  | 53,652  | 2         | 53,670  | 4         | 1.47,322  | +0,113       |
| 3         | Mārtiņš Bots/Roberts Plūme (U23)      | Lettland  | 53,806  | 4         | 53,652  | 2         | 1.47,458  | +0,249       |
| 4         | Emanuel Rieder/Simon Kainzwaldner     | Italien   | 53,784  | 3         | 53,705  | 6         | 1.47,489  | +0,280       |
| 5         | Andris Šics/Juris Šics                | Lettland  | 53,857  | 7         | 53,669  | 3         | 1.47,526  | +0,317       |
| 6         | Thomas Steu/Lorenz Koller             | Österrike | 53,840  | 6         | 53,716  | 7         | 1.47,556  | +0,347       |
| 7         | Ludwig Rieder/Patrick Rastner         | Italien   | 53,832  | 5         | 53,785  | 8         | 1.47,617  | +0,408       |
| 8         | Andrej Bogdanov/Jurij Prochorov       | Ryssland  | 54,020  | 8         | 53,673  | 5         | 1.47,693  | +0,484       |
| 9         | Ivan Nagler/Fabian Malleier           | Italien   | 54,051  | 11        | 53,832  | 9         | 1.47,883  | +0,674       |
| 10        | Aleksandr Denisjev/Vladislav Antonov  | Ryssland  | 54,065  | 12        | 53,848  | 10        | 1.47,913  | +0,704       |
| 11        | Yannick Müller/Armin Frauscher        | Österrike | 54,022  | 9         | 53,958  | 11        | 1.47,980  | +0,781       |
| 12        | Juri Gatt/Riccardo Schöpf (U23)       | Österrike | 54,026  | 10        | 54,035  | 12        | 1.48,061  | +0,852       |
| 13        | Vsevolod Kasjkin/Konstantin Korsjunov | Ryssland  | 54,363  | 13        | 54,078  | 13        | 1.48,441  | +1,232       |
| 14        | Wojciech Chmielewski/Jakub Kowalewski | Polen     | 54,365  | 15        | 54,150  | 14        | 1.48,515  | +1,306       |
| 15        | Tomáš Vaverčák/Matej Zmij (U23)       | Slovakien | 54,364  | 14        | 54,364  | 16        | 1.48,728  | +1,519       |
| 16        | Max Ewald/Jakob Jannusch (U23)        | Tyskland  | 54,634  | 16        | 54,320  | 15        | 1.48,954  | +1,745       |
| 17        | Ihor Stachiv/Andrij Lysetskyj         | Ukraina   | 54,866  | 17        | 54,791  | 17        | 1.49,657  | +2,448       |
| 18        | Ihor Hoi/Rostyslav Levkovych (U23)    | Ukraina   | 55,100  | 18        | 55,399  | 19        | 1.50,499  | +3,290       |
| 19        | Filip Vejdělek/Zdeněk Pěkný           | Tjeckien  | 55,458  | 19        | 55,784  | 20        | 1.51,242  | +4,033       |
| 20        | Ionuț Șișcanu/Iulian Oprea (U23)      | Moldavien | 55,663  | 20        | 55,928  | 21        | 1.51,591  | +4,382       |
| 21        | Vadym Mykyievych/Bohdan Babura (U23)  | Ukraina   | 58,961  | 21        | 55,075  | 18        | 1:54,036  | +6,827       |

### Lagstafett

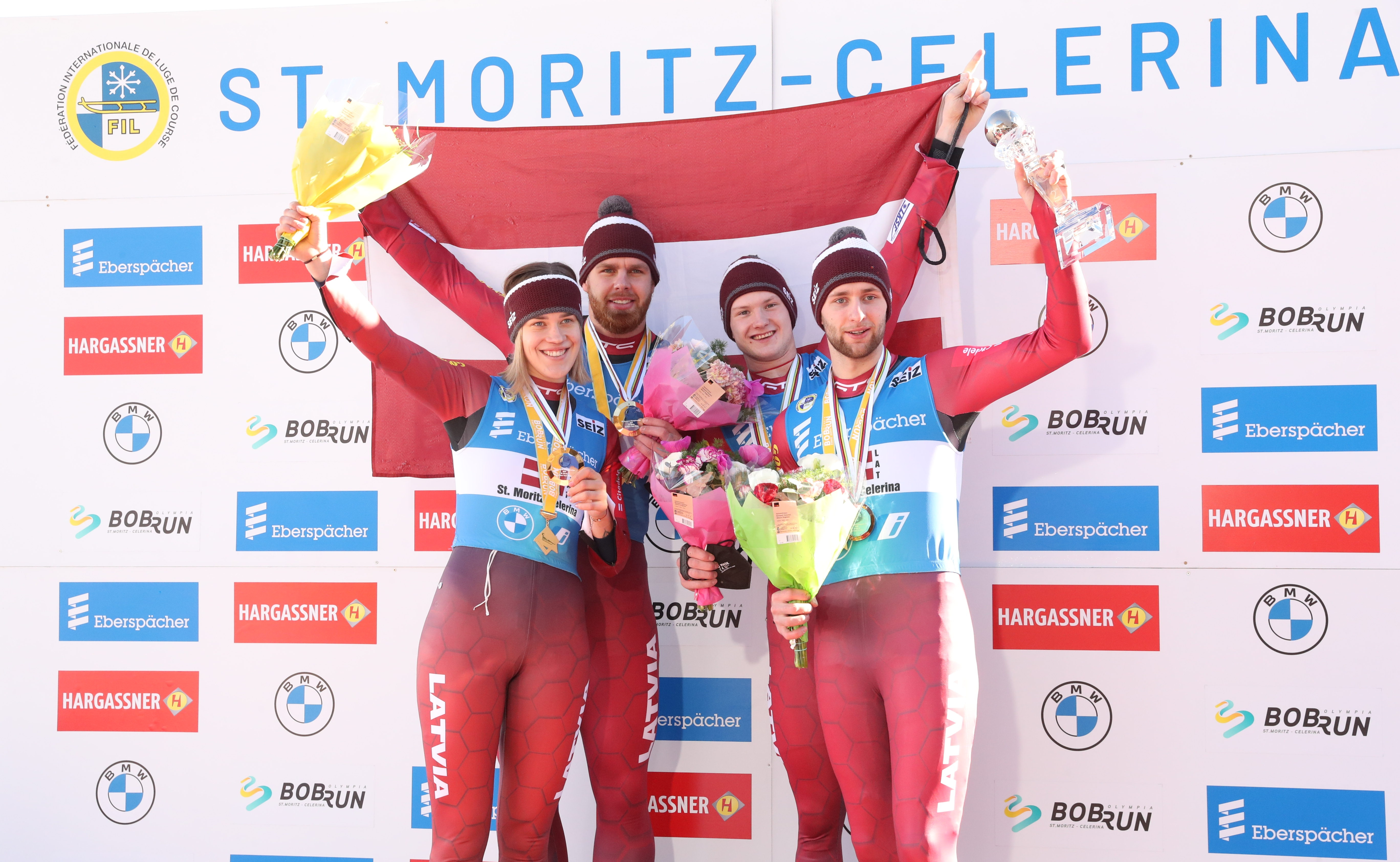
Europamästarna Lettland med Vītola, Aparjods och Bots/Plūme

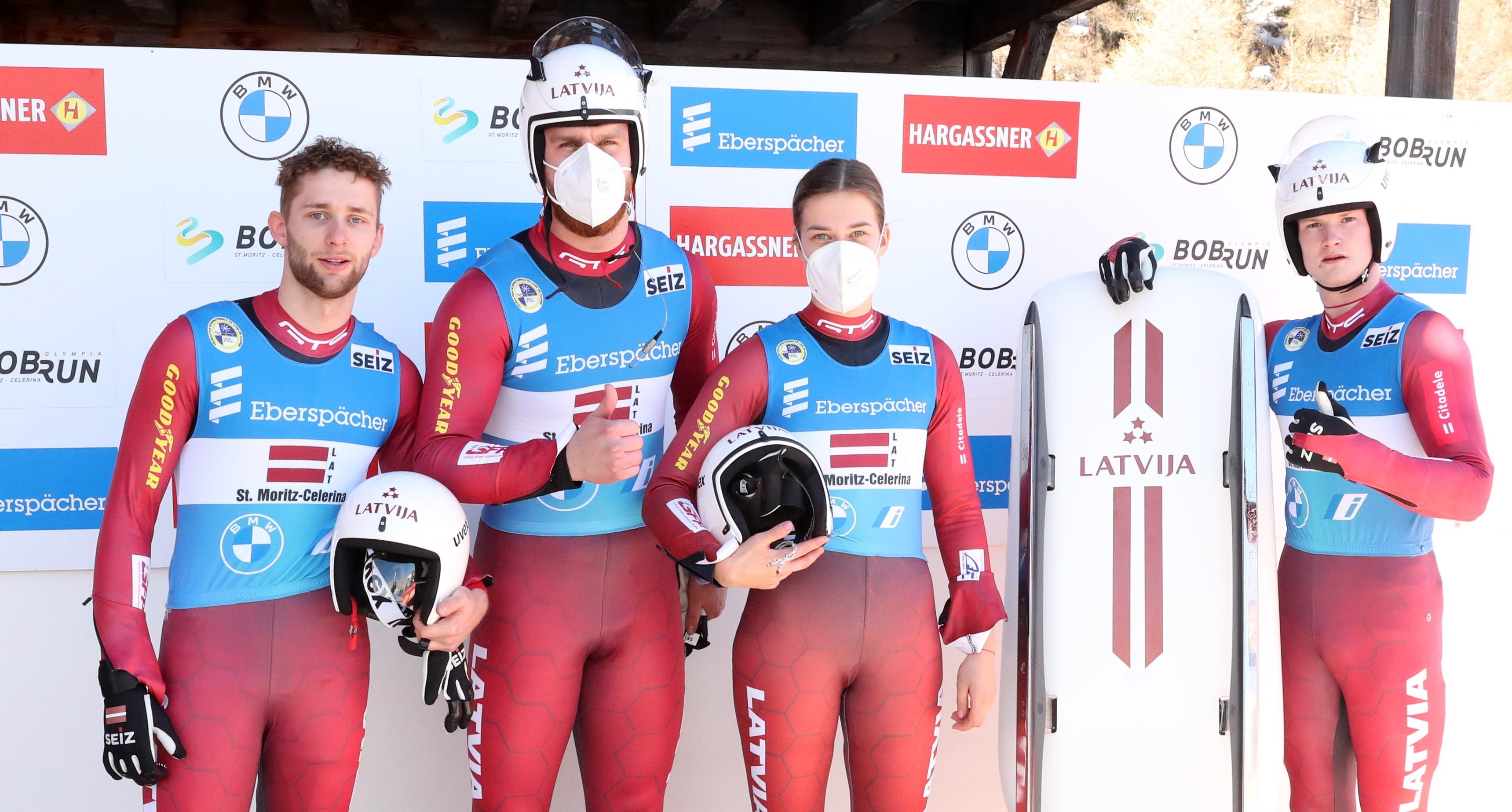
Europamästarna Lettland

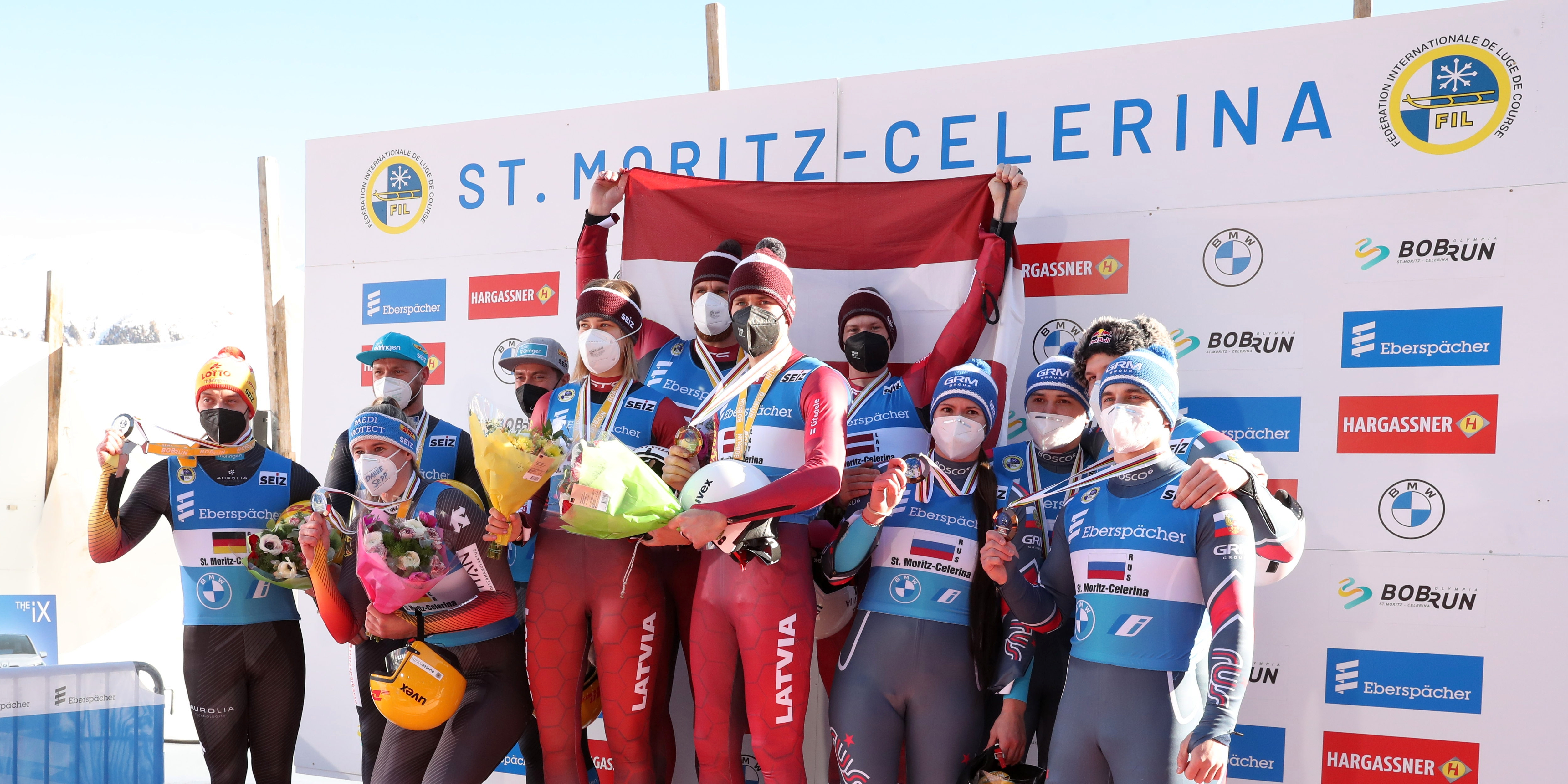
Prisceremonin

Tävlingen avgjordes den 23 januari 2022 med nio nationer som deltog med varsitt lag. Varje lag i stafetten bestod av en kvinnlig singelåkare, en manlig singelåkare samt ett manligt dubbelpar. Guldet togs av det lettiska laget bestående av Elīna Ieva Vītola, Kristers Aparjods, Mārtiņš Bots och Roberts Plūme. Silvret togs av det tyska laget bestående av Natalie Geisenberger, Johannes Ludwig, Toni Eggert och Sascha Benecken. Slutligen togs bronset av det ryska laget bestående av Tatjana Ivanova, Roman Repilov, Andrej Bogdanov och Jurij Prochorov.
| Placering | Land      | Idrottare                                                                  | Åktider                                | Totalt                                 | Totalt                                 |
| Placering | Land      | Idrottare                                                                  | Tid (s)                                | Tid (min)                              | Skillnad (s)                           |
| --------- | --------- | -------------------------------------------------------------------------- | -------------------------------------- | -------------------------------------- | -------------------------------------- |
| 1         | Lettland  | Elīna Ieva Vītola Kristers Aparjods Mārtiņš Bots/Roberts Plūme             | 55,228 55,565 56,308                   | 2.47,101                               |                                        |
| 2         | Tyskland  | Natalie Geisenberger Johannes Ludwig Toni Eggert/Sascha Benecken           | 55,311 55,716 56,201                   | 2.47,228                               | +0,127                                 |
| 3         | Ryssland  | Tatjana Ivanova Roman Repilov Andrej Bogdanov/Jurij Prochorov              | 55,478 55,858 56,440                   | 2.47,776                               | +0,675                                 |
| 4         | Italien   | Andrea Vötter Dominik Fischnaller Emanuel Rieder/Simon Kainzwaldner        | 55,578 55,914 56,734                   | 2.48,226                               | +1,125                                 |
| 5         | Ukraina   | Olena Stetskiv Anton Dukatj Ihor Stachiv/Andrij Lysetskyj                  | 55,968 56,374 57,628                   | 2.49,970                               | +2,869                                 |
| 6         | Polen     | Klaudia Domaradzka Mateusz Sochowicz Wojciech Chmielewski/Jakub Kowalewski | 56,587 56,698 56,709                   | 2.49,994                               | +2,893                                 |
| 7         | Slovakien | Katarína Šimoňáková Jozef Ninis Tomáš Vaverčák/Matej Zmij                  | 56,515 56,918 56,854                   | 2.50,287                               | +3,186                                 |
| 8         | Tjeckien  | Anna Čežíková Michael Lejsek Filip Vejdělek/Zdeněk Pěkný                   | 56,812 57,560 58,186                   | 2.52,558                               | +5,457                                 |
| DSQ       | Österrike | Madeleine Egle Wolfgang Kindl Thomas Steu/Lorenz Koller                    | Madeleine Egle missade i överlämningen | Madeleine Egle missade i överlämningen | Madeleine Egle missade i överlämningen |

## Medaljtabell
U23-medaljer räknas inte med i den allmänna medaljtabellen.
| Nr                  | Nation              | Guld | Silver | Brons | Totalt |
| ------------------- | ------------------- | ---- | ------ | ----- | ------ |
| 1                   | Tyskland            | 2    | 2      | 0     | 4      |
| 2                   | Lettland            | 1    | 1      | 2     | 4      |
| 3                   | Österrike           | 1    | 1      | 1     | 3      |
| 4                   | Ryssland            | 0    | 0      | 1     | 1      |
| Totalt (4 nationer) | Totalt (4 nationer) | 4    | 4      | 4     | 12     |

Medaljtabell U23
| Nr                  | Nation              | Guld | Silver | Brons | Totalt |
| ------------------- | ------------------- | ---- | ------ | ----- | ------ |
| 1                   | Lettland            | 2    | 0      | 1     | 3      |
| 2                   | Italien             | 1    | 0      | 1     | 2      |
| 3                   | Tyskland            | 0    | 2      | 0     | 2      |
| 4                   | Österrike           | 0    | 1      | 0     | 1      |
| 5                   | Slovakien           | 0    | 0      | 1     | 1      |
| Totalt (5 nationer) | Totalt (5 nationer) | 3    | 3      | 3     | 9      |